# 東曉路
东晓路位于中华人民共和国廣東省广州市海珠区，是一条呈南北走向的主干道。北接海印大橋，南至南洲路，是通往番禺区、南沙区的重要道路。東曉路在海印大橋至新港西立交段被稱為東曉路，在新港西立交至南洲路段被稱為東曉南路。2007年在其之上建有内环路东晓南路高架。

## 公共交通
- 广州地铁2号线東曉南站、南洲站
- 广州地铁8号线曉港站
- 广州地铁10号线東曉南站
- 广佛地铁南洲站

均在鄰近東曉路位置設有出口。